# Parmotrema soredioaliphaticum
Parmotrema soredioaliphaticum är en lavart som beskrevs av Estrabou & Adler. Parmotrema soredioaliphaticum ingår i släktet Parmotrema och familjen Parmeliaceae.   Inga underarter finns listade i Catalogue of Life.